# 林堯英
林堯英，字蜚伯，福建莆田縣人，清朝政治人物、進士出身。

## 生平
順治十八年（1661年），登辛丑科進士，官至兵马司指挥，历官河南提学道佥事。著有《澹亭诗略》。